# The Spirit of Christmas
The Spirit of Christmas – album amerykańskiego muzyka Raya Charlesa, wydany w 1985 roku. Składa się on ze świątecznych, bożonarodzeniowych utworów. Na płycie znalazły się jedne z najpopularniejszych piosenek tego czasu, w tym „Winter Wonderland” oraz „Santa Claus Is Coming to Town”. Część z nich Charles nagrał w duetach z takimi artystami, jak m.in. Betty Carter oraz Freddie Hubbard.
Tego samego roku, w którym ukazał się The Spirit of Christams, Charles wziął udział w nagraniu piosenki „We Are the World”, powstałej na rzecz niesienia pomocy Afryce.

## Lista utworów
| 1.  | „What Child Is This?” (Dix, Traditional)            | 5:00  |
|     |                                                     |       |
| 2.  | „The Little Drummer Boy” (Davis, Onorati, Simeone)  | 5:30  |
|     |                                                     |       |
| 3.  | „Santa Claus Is Coming to Town” (Coots, Gillespie)  | 3:29  |
|     |                                                     |       |
| 4.  | „This Time of the Year” (Hollis, Owens)             | 3:15  |
|     |                                                     |       |
| 5.  | „Rudolph the Red-Nosed Reindeer” (Marks)            | 4:04  |
|     |                                                     |       |
| 6.  | „That Spirit of Christmas” (Davison, John, Webster) | 5:06  |
|     |                                                     |       |
| 7.  | „All I Want for Christmas” (Henderson)              | 4:24  |
|     |                                                     |       |
| 8.  | „Christmas in My Heart” (Fraser, Fraser, Winters)   | 4:14  |
|     |                                                     |       |
| 9.  | „Winter Wonderland” (Bernard, Smith)                | 3:32  |
|     |                                                     |       |
| 10. | „Christmas Time” (Cole)                             | 4:39  |
|     |                                                     |       |
| 11. | „Baby, It’s Cold Outside” (Loesser)                 | 4:12  |
|     |                                                     |       |
|     |                                                     | 47:25 |
|     |                                                     |       |